# Consistórios de Alexandre VI
O Papa Alexandre VI (r. 1492–1503) criou 43 novos cardeais em 9 consistórios 

## 31 de agosto de 1492
1. Juan de Borja-Llanzol de Romani † 1 de agosto de 1503

## 20 de setembro de 1493
Todos os novos cardeais receberam os títulos em 23 de setembro de 1493.
1. Jean de la Grolaye de Villiers, OSB † 6 de agosto de 1499
2. Giovanni Antonio Sangiorgio † 14 de março de 1509
3. Bernardino López de Carvajal  † 16 de dezembro de 1523
4. Cesare Borgia † 12 de março de 1507
5. Giuliano Cesarini, Jr. † 1 de maio de 1510
6. Domenico Grimani † 27 de agosto de 1523
7. Alessandro Farnese † 10 de novembro de 1549
8. Bernardino Lunati † 8 de agosto de 1497
9. Raymond Peraudi, OSA † 5 de setembro de 1505
10. John Morton † 15 de setembro de 1500
11. Fryderyk Jagiellończyk † 14 de março de 1503
12. Ippolito d'Este † 3 de setembro de 1520

## Maio de 1494
1. Luigi d'Aragona † 21 de janeiro de 1519

## 16 de janeiro de 1495
1. Guillaume Briçonnet  14 de dezembro de 1514

## 21 de janeiro de 1495
1. Philippe de Luxembourg † 2 de junho de 1519

## 19 de fevereiro de 1496
Todos os novos cardeais receberam os títulos em 24 de fevereiro de 1496.
1. Juan López † 5 de agosto de 1501
2. Bartolomé Martí † 25 de março de 1500
3. Juan de Castro † 29 de setembro de 1506
4. Juan de Borja Llançol de Romaní, o menor † 17 de janeiro de 1500

## 17 de setembro de 1498
1. Georges d'Amboise † 25 de maio de 1510

## 28 de setembro de 1500
1. Diego Hurtado de Mendoza y Quiñones † 14 de outubro de 1502
2. Amanieu d'Albret  † 20 de dezembro de 1520
3. Pedro Luis de Borja Llançol de Romaní , OSIo.Hieros. † 4 de outubro de 1511
4. Jaime Serra i Cau 15 de março de 1517
5. Pietro Isvalies † 22 de setembro de 1511
6. Francisco de Borja † 4 de novembro de 1511
7. Juan de Vera † 4 de maio de 1507
8. Ludovico Prodocator † 25 de agosto de 1504
9. Antonio Trivulzio, OCRSA, † 18 de março de 1508
10. Giovanni Baptista Ferrari † 20 de julho de 1502
11. Tamás Bakócz † 11 de junho de 1521
12. Marco Cornaro † 24 de julho de 1524
13. Gianstefano Ferrero † 5 de outubro de 1510

## 31 de maio de 1503
1. Juan Castellar y de Borja † 1 de janeiro de 1505
2. Francisco de Remolins † 5 de fevereiro de 1518
3. Francesco Soderini † 17 de maio de 1524
4. Melchior von Meckau † 3 Março de 1509
5. Niccolò Fieschi † 15 de junho de 1524
6. Francisco Desprats † 10 de setembro de 1504
7. Adriano Castellesi † dezembro de 1521
8. Jaime de Casanova † 4 de junho de 1504
9. Francisco Lloris y de Borja † 22 de julho de 1506